# 樋口謹一
樋口 謹一（ひぐち きんいち、1924年11月8日 - 2004年1月9日）は、日本の歴史学者、政治思想学者。専攻はヨーロッパ政治思想史。京都大学名誉教授。
京都大学卒業。1965年に設立した京都ベ平連の中心メンバーの一人だった。京都大学人文科学研究所助教授・教授、佛教大学教授を歴任し、日本平和学会会長も務めた。2004年叙従四位、授瑞宝中綬章。

## 主な著書

### 単著
- 『ルソーの政治思想』（世界思想社、1978年）

### 共著
- （多田道太郎・加藤秀俊・山田稔）『身辺の思想』（講談社、1963年）
- （河野健二）『世界の歴史15 フランス革命』（河出書房新社［河出文庫］、1989年）

### 編著
- 『モンテスキュー研究』（白水社、1984年）
- 『空間の世紀』（筑摩書房、1988年）

### 翻訳
- J・M・トムソン『ロベスピエールとフランス革命』（岩波新書、1955年）
- R・フォーセル『社会主義契約論』（岩波書店、1971年)
- ジャン・ジャック・ルソー『エミール』上・中・下（白水社、1986年）
- ジュール・ミシュレ（桑原武夫共訳）『フランス革命史』上・下（中公文庫、2006年）

| スタブアイコン | サブスタブ | この項目は、まだ閲覧者の調べものの参照としては役立たない、人物に関連した書きかけの項目です。この項目を加筆・訂正などしてくださる協力者を求めています（P:人物伝/PJ:人物伝）。 |